# Ovesné Kladruby
Ovesné Kladruby là một làng thuộc huyện Cheb, vùng Karlovarský, Cộng hòa Séc.